# Khotal-Ekva Tholi
I Khotal-Ekva Tholi sono una struttura geologica della superficie di Venere.